# Innocent Dimi
 (septembre 2023).
 (mai 2017).
Innocent Dimi est un économiste et financier de nationalité congolaise né le 1er février 1981. Il occupe, depuis 2011, le poste de directeur général au sein de La Financière, filiale du groupe WEC, connue comme étant la première société de bourse créée au Congo.
À la suite de manquements répétés à la réglementation boursière lors d'opérations pour lesquelles elle intervenait comme arrangeuse, la société boursière congolaise La Financière SA et Innocent Dimi se sont vu retirer leur agrément.
En parallèle de cette fonction, il occupe depuis 2015 le poste de vice-président chargé de l’administration et des finances au groupe WEC, holding internationale détentrice du capital de plusieurs sociétés dans des domaines diversifiés (énergie fossile, finances, conseils, agro-industrie, etc.). Le groupe WEC présidé par Calude William Etoka est le nominee du fils[Quoi ?]

## Biographie

### Carrière professionnelle
Avant d'être porté à la tête de La Financière, Innocent Dimi a été Responsable commercial du groupe UPC France de 2002 à 2005. Deux ans plus tard, il a décroché le poste Broker au sein du groupe ATLANTICLUX avant de fonder Dimensions Finances, une société de conseil en gestion de patrimoine et courtier en assurances (société mise en liquidation pour cause de faillite ). Il en a été le Président Directeur Général entre 2007 et 2009. Il décide ensuite de devenir consultant en stratégie financière et gestion de patrimoine, croissance d’entreprise jusqu'à ce qu'il soit choisi pour prendre les commandes de La Financière, dont il est également un des cofondateurs. 
Il doit ce parcours à une formation professionnelle suivie en France et en Suisse. Ladite formation a été sanctionnée par un Master of Business Administration après avoir obtenu, précédemment, un Master en Banque et Finance ainsi qu’un Brevet de Technicien Supérieur en Force de Vente. Aucune évidence d'obtention des diplômes...

#### Réalisations
L’institution financière retire les agréments de la société de bourse La Financière SA et de son directeur général, Innocent Dimi Nianga Nolag, et octroie un agrément à Bertrand Mbouck, en qualité de conseiller en investissement financier
En tant que directeur général de La Financière, il a contribué à la réalisation de plusieurs projets.Il a participé à la réalisation de : l’emprunt obligataire de la République du Congo en tant que membre du syndicat de placement ; l’emprunt obligataire d’ECAir comme arrangeur et chef de file ; l’emprunt obligataire du FAGACE en qualité d’arrangeur et chef de file ; l’emprunt obligataire d’Alios Finance Gabon comme membre du syndicat de placement.
Il était membre du syndicat de placement lorsque BGFI Holding avait lancé son emprunt obligataire ainsi que lors de l’introduction en bourse de SIAT Gabon.
Outre ces opérations en bourse, Innocent Dimi a également contribué à la structuration et levée de fonds de la société Be&Co Africa. Il avait aussi joué un rôle dans la création et la gestion du Fonds d’accompagnement aux entreprises congolaises (FAEC) et de Congo Capital Entreprises (CCE). De même, il était impliqué dans l’organisation de la fusion-acquisition ayant abouti à la création de la société Petroleum Exploration & Production Africa. 